# Jiangkou
Jiangkou léase Chiáng-Kóu (en chino:江口县, pinyin: Jiāngkǒu Xiàn)  es un condado bajo la administración directa de la ciudad-prefectura de Tong'rén en la provincia de Guizhou, República Popular China. 
A partir de 2013, el condado tiene una población total de 237 000 habitantes. Hay 14 minorías étnicas incluyendo Tujia, Miao, y Yi en el área, de las cuales la población minoritaria representa el 52% de la población total.

## Administración
A partir de enero de 2016 el condado de Jiangkou se divide en 10 pueblos que se administran 2 suddistritos, 6 poblados y 2 villas étnicas.

## Geografía
El condado de Jiangkou está ubicado en la parte noreste de la provincia de Guizhou y se encuentra en la pendiente de la zona de transición de la meseta de Guizhou y la colina Xiangxi. Se extiende 52 km de este a oeste y 55 km de ancho de norte a sur, con un área total de 1869 kilómetros cuadrados. El terreno del condado está inclinado hacia el oeste, el norte y el sur, el punto más alto es que la montaña Phoenix está a 2570,5 metros sobre el nivel del mar y el punto más bajo es la aldea Xinzhai, que está a 275 metros. Los ríos principales pertenecen al sistema del río Lancang en la cuenca del río Yangtsé. El terreno es ondulado, principalmente en el área de garganta de la montaña noroeste-sureste. La montaña es empinada y el terreno es escarpado. El área de valle tiene un terreno llano y abierto.
El suelo en el condado de Jiangkou es principalmente amarillo y marrón. El área de montaña, el área de colinas, el área plana y otras áreas representan el 62.9%, 26.1%, 3.5% y 1.2% del área total del condado, respectivamente.

## Clima
El condado de Jiangkou está ubicado en las latitudes medias de los subtrópicos de Asia Central, pertenece a la zona climática húmeda de monzones subtropicales. El clima se caracteriza por cuatro estaciones distintas, un largo período sin heladas, lluvias abundantes, agua y calor al tiempo. La temperatura promedio anual es de 16.2 °C, el tiempo de sol promedio anual es de 1257.3 horas, el período sin heladas es de 288 días, la precipitación promedio anual es de 1369.6 mm y la humedad relativa promedio anual es de 81%. 
| Parámetros climáticos promedio de Jiangkou (1981−2010) | Parámetros climáticos promedio de Jiangkou (1981−2010) | Parámetros climáticos promedio de Jiangkou (1981−2010) | Parámetros climáticos promedio de Jiangkou (1981−2010) | Parámetros climáticos promedio de Jiangkou (1981−2010) | Parámetros climáticos promedio de Jiangkou (1981−2010) | Parámetros climáticos promedio de Jiangkou (1981−2010) | Parámetros climáticos promedio de Jiangkou (1981−2010) | Parámetros climáticos promedio de Jiangkou (1981−2010) | Parámetros climáticos promedio de Jiangkou (1981−2010) | Parámetros climáticos promedio de Jiangkou (1981−2010) | Parámetros climáticos promedio de Jiangkou (1981−2010) | Parámetros climáticos promedio de Jiangkou (1981−2010) | Parámetros climáticos promedio de Jiangkou (1981−2010) |
| Mes                                                    | Ene.                                                   | Feb.                                                   | Mar.                                                   | Abr.                                                   | May.                                                   | Jun.                                                   | Jul.                                                   | Ago.                                                   | Sep.                                                   | Oct.                                                   | Nov.                                                   | Dic.                                                   | Anual                                                  |
| ------------------------------------------------------ | ------------------------------------------------------ | ------------------------------------------------------ | ------------------------------------------------------ | ------------------------------------------------------ | ------------------------------------------------------ | ------------------------------------------------------ | ------------------------------------------------------ | ------------------------------------------------------ | ------------------------------------------------------ | ------------------------------------------------------ | ------------------------------------------------------ | ------------------------------------------------------ | ------------------------------------------------------ |
| Temp. máx. abs. (°C)                                   | 26.3                                                   | 31.0                                                   | 36.4                                                   | 35.8                                                   | 37.2                                                   | 36.9                                                   | 39.1                                                   | 39.5                                                   | 39.0                                                   | 35.6                                                   | 31.5                                                   | 24.1                                                   | '                                                      |
| Temp. máx. media (°C)                                  | 8.7                                                    | 10.7                                                   | 15.3                                                   | 21.7                                                   | 26.2                                                   | 29.0                                                   | 31.9                                                   | 31.8                                                   | 28.2                                                   | 21.9                                                   | 17.0                                                   | 11.5                                                   | 21.2                                                   |
| Temp. media (°C)                                       | 5.1                                                    | 7.0                                                    | 10.8                                                   | 16.4                                                   | 20.9                                                   | 24.1                                                   | 26.5                                                   | 26.0                                                   | 22.6                                                   | 17.3                                                   | 12.4                                                   | 7.3                                                    | 16.4                                                   |
| Temp. mín. media (°C)                                  | 2.7                                                    | 4.5                                                    | 7.7                                                    | 12.8                                                   | 17.1                                                   | 20.7                                                   | 22.8                                                   | 22.3                                                   | 18.9                                                   | 14.3                                                   | 9.3                                                    | 4.4                                                    | 13.1                                                   |
| Temp. mín. abs. (°C)                                   | -4.5                                                   | -4.3                                                   | -2.1                                                   | 3.0                                                    | 7.6                                                    | 13.7                                                   | 15.1                                                   | 16.1                                                   | 11.3                                                   | 4.7                                                    | -1.4                                                   | -4.0                                                   | '                                                      |
| Precipitación total (mm)                               | 39.2                                                   | 45.2                                                   | 61.5                                                   | 124.5                                                  | 182.2                                                  | 211.2                                                  | 209.1                                                  | 159.3                                                  | 91.9                                                   | 99.6                                                   | 59.7                                                   | 30.4                                                   | 1313.8                                                 |
| Humedad relativa (%)                                   | 80                                                     | 79                                                     | 80                                                     | 81                                                     | 81                                                     | 83                                                     | 83                                                     | 82                                                     | 80                                                     | 82                                                     | 80                                                     | 78                                                     | 80.8                                                   |
| Fuente: China Meteorological Data Service Center       |                                                        |                                                        |                                                        |                                                        |                                                        |                                                        |                                                        |                                                        |                                                        |                                                        |                                                        |                                                        |                                                        |

## Recursos
Hay muchos tipos de depósitos minerales en el condado de Jiangkou, y la distribución es relativamente concentrada. A partir de 2012, existen más de 30 tipos como oro, cobre, azufre, molibdeno, fósforo, barita y jade. Entre ellos, el hierro, el fósforo, la arcilla y la barita abundan en reservas y pueden utilizarse para la minería a gran escala. 